# Black-ish
Black-ish (estilizado como `black•ish) es una serie de televisión de comedia dramática estadounidense protagonizada por Anthony Anderson y Tracee Ellis Ross. Se estrenó por ABC el 24 de septiembre de 2014, y finalizó el 19 de abril de 2022.

## Sinopsis
La serie se centra en una familia afroamericana de clase media-alta.

## Elenco y personajes
- Anthony Anderson como Andre «Dre» Johnson Sr.
- Tracee Ellis Ross como la Dra. Rainbow «Bow» Johnson
- Yara Shahidi como Zoey Johnson
- Marcus Scribner como Andre «Junior» Johnson Jr.
- Miles Brown como Jack Johnson
- Marsai Martin como Diane Johnson
- Deon Cole como Charlie Telphy
- Jenifer Lewis como Ruby Johnson
- Jeff Meacham como Josh Oppenhol
- Peter Mackenzie como Leslie Stevens

### Recurrente
- Laurence Fishburne como James Earl Jones «Pops» Johnson
- Raven-Symoné como Rhonda Johnson
- Faizon Love como Sha
- Tyra Banks como Gigi Franklin
- Nicole Sullivan como Janine
- Catherine Reitman como Lucy
- Wanda Sykes como Daphne Lido
- Allen Maldonado como Curtis Miller Jr.
- Elle Young como Sharon Duckworth
- Regina Hall como Vivian
- Daveed Diggs como Johan Johnson
- Nelson Franklin como Connor Stevens
- Diane Farr como Rachel
- Rashida Jones como Santamonica Johnson
- Trevor Jackson como Aaron
- Anna Deavere Smith como Alicia
- Beau Bridges como Paul Johnson
- Annelise Grace como Megan

## Episodios
| Temporada | Temporada | Episodios | Episodios | Emisión original         | Emisión original    |
| Temporada | Temporada | Episodios | Episodios | Primera emisión          | Última emisión      |
| --------- | --------- | --------- | --------- | ------------------------ | ------------------- |
|           | 1         | 24        | 24        | 24 de septiembre de 2014 | 20 de mayo de 2015  |
|           | 2         | 24        | 24        | 23 de septiembre de 2015 | 18 de mayo de 2016  |
|           | 3         | 24        | 24        | 21 de septiembre de 2016 | 10 de mayo de 2017  |
|           | 4         | 23        | 23        | 3 de octubre de 2017     | 15 de mayo de 2018  |
|           | 5         | 23        | 23        | 16 de octubre de 2018    | 21 de mayo de 2019  |
|           | 6         | 23        | 23        | 24 de septiembre de 2019 | 5 de mayo de 2020   |
|           | 7         | 21        | 21        | 21 de octubre de 2020    | 18 de mayo de 2021  |
|           | 8         | 13        | 13        | 4 de enero de 2022       | 19 de abril de 2022 |